# Tatjana Ždanoka
Tatjana Ždanoka (en rus: Татья́на Арка́дьевна Ждано́к, Tatyana Arkadyevna Zhdanok; Riga, 8 de maig de 1950) és una matemàtica i política letona d'origen jueu, eurodiputada al Parlament Europeu des de 2004.
Fou copresidenta de la Unió Russa de Letònia (URL), partit adscrit al grup parlamentari europeu Els Verds/Aliança Lliure Europea. També fou una de les líders de la Interfront, una organització política d'oposició a la independència de Letònia de la Unió Soviètica i les reformes del mercat. Va mantenir-se activa al Partit Comunista de Letònia després de gener de 1991, quan la direcció del partit va demanar un cop d'estat contra el govern electe de la República Socialista Soviètica de Letònia (en oposició a les reformes democràtiques i la restauració de la independència). En virtut del dret letó, té prohibit presentar-se a les eleccions al Parlament de Letònia o als consells locals, a causa de la seva antiga militància al Partit Comunista després de gener de 1991. Tant ella com Alfreds Rubiks es troben en una situació peculiar de concurrència restringida a les eleccions al Parlament Europeu. Ždanoka ha estat copresidenta de la URL i els seus predecessors des de 2001.

## Biografia
Nascuda a Riga, Ždanoka és una jueva letona, que ve d'una família delmada per col·laboradors nazis de Letònia durant la Segona Guerra Mundial.
A finals de 1980 començà a ser políticament activa, en un primer moment com a membre del Front Popular de Letònia, que aviat es va convertir en una de les líders de la Interfront, una organització política d'oposició independència de Letònia de la Unió Soviètica i les reformes del mercat. Abans d'això, va ensenyar Matemàtiques a la Universitat de Letònia, on va rebre el seu doctorat en matemàtiques el 1992. El 1989, va ser triada membre del soviet de la ciutat de Riga, i el 1990, del Soviet Suprem de la República Socialista Soviètica de Letònia. També va estar activa al Partit Comunista de Letònia.
Entre 1995 i 2004 va ser copresidenta del Comitè de Drets Humans de Letònia (un membre de la Federació Internacional de Drets Humans). També va ser una de les líders d'Igualtat de Drets des de la seva fundació el 1993 i de l'aliança Pels Drets Humans en una Letònia Unida.
L'any 1999, després que Letònia recuperés la independència, se li va prohibir postular-se com a candidata al parlament letó (Saeima) així com privar del seu escó a l'ajuntament de Riga, perquè s'havia mantingut activa en el Partit Comunista després que, el gener de 1991, la direcció del partit hagués demanat un cop d'Estat contra el govern electe de l'RSS de Letònia. Posteriorment, va demandar a Letònia en el Tribunal Europeu de Drets Humans.
Amb el cas judicial pendent, el parlament letó va decidir no imposar restriccions als ex-membres del Partit Comunista a les eleccions al Parlament Europeu de 2004. Sota aquest permís, va ser escollida eurodiputada al Parlament Europeu el juny de 2004 i va guanyar el judici als pocs dies amb un marge de 5-2. Letònia va apel·lar la decisió de la gran sala del Tribunal Europeu de Drets Humans sobre la base que l'emancipació de Letònia de la dominació totalitària provocada per l'ocupació soviètica no s'havia tingut prou en compte, i el 16 de març de 2006, el tribunal va dictaminar 13-4 que els drets de Ždanoka no havien estat violats.
El 2005 es va convertir en una de les fundadores de l'Aliança de Russoparlants de la Unió Europea.
L'any 2004, es postulà amb èxit al Parlament Europeu com la candidata del major bloc polític rus a Letònia. També va guanyar l'escó el 2009. A dins la cambra comunitària és membre del grup parlamentari Els Verds/Aliança Lliure Europea.
Va participar com a observadora a les eleccions del polèmic referèndum de l'estatut de Crimea del 2014. Al maig, va suggerir al Consell Europeu que es considerés al bloc polític ucraïnès Sector Dret (Правий сектор) com a «organització terrorista».
L'eurodiputat letó Kārlis Šadurskis va presentar una denúncia davant de la Fiscalia estatal de Letònia per a investigar Ždanoka per «activitats traïdores contra Letònia i altres estats sobirans». Les seves afiliacions amb organitzacions estalinistes post-soviètiques són de coneixement públic («Sutj Vremenji» «Суть Времени»). Aquestes organitzacions manifestaren clarament que tenien per objectiu tornar a instaurar, per tots els mitjans necessaris, l'imperi soviètic en els antics països del Bloc de l'Est. La denúncia de Šadurskis va ser rebutjada per la policia de seguretat que no va trobar indici de delicte en les accions de Ždanoka.

### Crítiques
Vladimir Socor, analista polític de The Jamestown Foundation, la titllà de "radical" per oposar-se a la condició d'estat de la nació letona.